# Passagieren (Reiten)
Passagieren (auch Passage) bezeichnet im Reitsport und in der klassischen Reitkunst eine der Hohen Schule angehörende Bewegung des Pferdes; sie ist als Lektion auch enthalten in Dressurprüfungen der höchsten Klasse (insbesondere Grand Prix Spécial).

## Vorgehen
Das Passagieren besteht darin, dass der Trab in verzögerten Tritten mit einer verlängerten Stütz- bzw. Hangbeinphase ausgeführt wird. Die eigentliche Schwebephase, also die Zeit, in der alle vier Hufe ohne Bodenkontakt sind, ist stark verkürzt. Der Eindruck des Schwebens ergibt sich aus der verlängerten Hangbeinphase, da sich dadurch jeweils ein diagonales Beinpaar länger in der Luft befindet. Die Unterarme werden dabei bis fast zur Waagrechten angehoben und die Hinterhand tritt vermehrt unter den Körper. Das Pferd geht dabei mit einem geringen Raumgewinn vorwärts.
Die Passage wird, wie die ähnliche Piaffe, aus dem Imponierverhalten des Hengstes abgeleitet. Sie erfordert hohe Versammlung. Die Passage kann aus der Piaffe entwickelt werden, indem das gut im Takt piaffierende Pferd durch Vortreiben aus der Piaffe heraus in räumlich verkürzte Trabtritte übergeht. Die Kadenz der Piaffe bleibt dabei erhalten, es kommt eine im Vergleich zu den anderen Trabvarianten sehr kurze Schwebephase hinzu.
Die Passage wird in der Spanischen Hofreitschule in Wien auch als Spanischer Tritt bezeichnet. Von der Passage zu unterscheiden ist allerdings der Spanische Schritt.

## Kadenz
Die Kadenz bezeichnet ein Maß, wie weit ein Pferd bei seiner Bewegung die Hufe vom Boden löst. Ein „kadenziert gehendes“ Pferd ist eines, das die Beine weiter vom Boden entfernt zieht als ein flach gehendes Pferd. Obwohl die Kadenz sich zu einem gewissen Grade fördern lässt und bei Übungen wie der Piaffe und Passage eine höhere Kadenz angestrebt wird, ist die Kadenz doch in großem Maße angeboren. So zeigen Pferde mit „iberischem Ursprung“, wie PRE, Friesen und Lipizzaner, eine höhere Kadenz als Pferde, die für Langstrecken-Verwendung gezüchtet worden sind.